# Jitin
Jitin – wieś w Rumunii, w okręgu Caraș-Severin, w gminie Ciudanovița. W 2011 roku liczyła 154 mieszkańców. 